# Pedro Andrés del Alcázar
Mariscal de Campo Pedro Andrés del Alcázar y Rodríguez de Zapata y Sanhueza (Tucapel, Reino de Chile, 12 de diciembre de 1752 - Tarpellanca, 28 de septiembre de 1820) fue un militar chileno de destacada participación en las luchas por la Independencia de Chile.

## Biografía
Nació en el Fuerte San Diego de Alcalá, en Tucapel, Reino de Chile siendo bautizado en la Capilla del Fuerte, el 20 de diciembre de 1752; hijo de Andrés del Alcázar (hijo ilegítimo del II Conde de la Marquina, Felipe del Alcázar); y de Feliciana Rodríguez de Zapata y Sanhueza.
Entusiasmado, desde sus primeros pasos, por la carrera militar, entró al Regimiento Dragones de la Frontera en calidad de soldado distinguido. Tiempo después llegó de España su nombramiento oficial de Cadete.
Por un error de copia, figuraba como Pedro del Alcázar, en lugar de Andrés. El comandante de Dragones, el Coronel Ambrosio O’Higgins, le hizo anteponer el apelativo de Pedro, para legalizar la cédula.
Fue Cadete en 1765, Alférez en 1775, Teniente en 1783, Capitán en 1795; y finalmente, Mariscal de Campo.
En 1777, se casó con Clara de Zumelzu-Orbegoso Obregón y Ruiz de Berecedo; tuvieron siete hijos: Carmen, Juan Andrés, Mateo (sería sacerdote), Antonia, Juana, Teresa y José Antonio.
En la frontera con el mapuche, antes del 18 de septiembre de 1810, conocido como el día de la "Primera Junta Nacional de Gobierno de Chile", Pedro Andrés del Alcázar había tenido participación en combates y escaramuzas con los indios bajo la bandera del Rey de España. Durante todo este tiempo, Andrés del Alcázar sirvió exclusivamente en la región conocida como Isla de la Laja, lo que le permitió ser un experto conocedor de la comarca y de sus habitantes. Sus constantes encuentros con los indígenas forjaron sus condiciones de guerrero que le destacarían más tarde, durante las luchas por la emancipación.
En julio de 1810 el gobernador de Chile Francisco Antonio García Carrasco Díaz presionado por la población se vio forzado a renunciar y asumió Mateo de Toro Zambrano y Ureta. El 18 de septiembre de 1810, conocido como el día de la "Primera Junta Nacional de Gobierno de Chile", se convocó a Cabildo abierto en Santiago de Chile y se eligió una Junta presidida por el mismo gobernador.

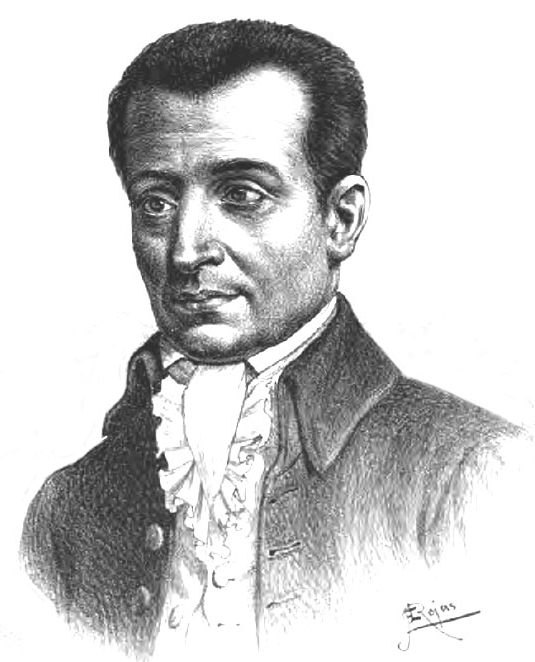
Juan Martínez de Rozas.

A la muerte del anciano presidente de la primera junta Mateo de Toro Zambrano y Ureta en febrero de 1811, el líder del sector criollo Juan Martínez de Rozas pudo conseguir el acuerdo necesario para mandar tropas en ayuda de las Provincias Unidas del Río de la Plata. Chile no estaba de momento amenazado y el peso de la lucha por la emancipación y su suerte tenía lugar en las Provincias Unidas.
Su primer misión bajo las armas de la independencia fue como comandante de la Expedición Auxiliadora de Chile, una división enviada como apoyo al esfuerzo revolucionario de las Provincias Unidas del Río de la Plata, conocida también como División Auxiliadora de Chile, División Auxiliadora de Penco o Tropas Disciplinadas.
Estaba previsto en principio el envío de un total de quinientos hombres, pero finalmente solo se enviaron algo más de trescientos. La primera división, y grueso de la tropa, al mando del teniente coronel Pedro Andrés del Alcázar se concentró en Concepción. Contaba con doscientos infantes y cien Dragones de la Frontera, con un cuerpo de 27 oficiales.
La división de las denominadas "Tropas Disciplinadas" marchó hacia Santa Rosa de Los Andes, cruzó la Cordillera de los Andes y siguió a Mendoza, donde arribó a finales de marzo de 1811 y fue recibida con entusiasmo por la población.
La expedición arribó tras una larga marcha a Buenos Aires el 14 de junio de 1811.

### Buenos Aires

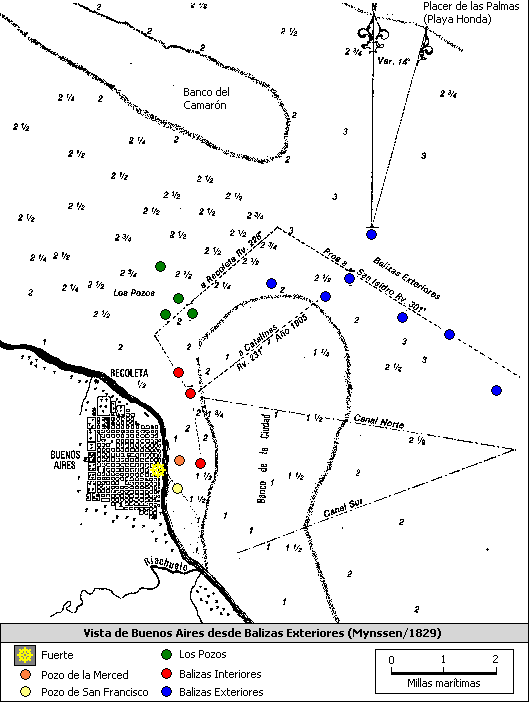
Puerto de Buenos Aires.

En julio de 1811 el Virrey Francisco Javier Elío envió desde Montevideo una escuadra al mando del capitán de fragata Juan Ángel Michelena con órdenes de bombardear la ciudad sin intimación previa.
La Junta Grande había sido advertida del plan de Elío por lo que en conjunto con el cabildo dispuso diversas medidas de defensa. Entre ellas dispuso retirar el depósito de pólvora que existía en la "casa de mixtos", donde se alojaba la expedición auxiliar, y trasladarlo a la iglesia de San Nicolás de Bari (donde hoy se levanta el Obelisco), menos expuesta al alcance de las bombas enemigas. El sagrario y la pila bautismal se llevaron a la iglesia de San Miguel Arcángel, que sirvió como parroquia hasta que el 29 de julio se retiraron los pertrechos.
Así, la noche del 13 de julio, previa al bombardeo, más de 100 cajones y barriles se trasladaron rápidamente en carretillas con el auxilio de las tropas auxiliares chilenas.
El 22 de septiembre de 1811, aprovechando la ausencia del presidente Cornelio Saavedra, el cabildo de Buenos Aires logró que la Junta ordenara la creación de un nuevo poder ejecutivo, el Primer Triunvirato. El Triunvirato pronto se mostró autoritario en su política interna pero vacilante e incluso retrógrado en la conducción de la guerra, a cargo del secretario Bernardino Rivadavia. 
El 8 de octubre de 1812, las fuerzas del Regimiento de Granaderos Montados, dirigida por el coronel José de San Martín y su segundo el sargento mayor Carlos María de Alvear, el cuerpo de artillería volante al mando del coronel Manuel Guillermo Pinto y el Regimiento n.º 2 de Infantería al mando del coronel Francisco Ortiz de Ocampo y el sargento mayor Román Fernández desplazaron sus fuerzas en la Plaza Mayor. Solicitaban que el cabildo, presidido por Miguel de Azcuénaga, reasumiera "la autoridad que le delegó el pueblo congregado el 22 de mayo de 1810" deponiendo al ejecutivo y nombrara a un Segundo Triunvirato como gobierno provisorio hasta que se reuniera una nueva asamblea. Justificaban la medida en las "infracciones al Estatuto Provisional del 23 de noviembre de 1811 y del Reglamento del 19 de febrero de 1812", la exclusión de los diputados opositores y en general de despotismo por haber disuelto la Junta Conservadora, por no haber convocado a un Congreso, por la violenta represión contra Álzaga y por haber abandonado al ejército del Norte.
Las fuerzas chilenas al mando de Del Alcázar no fueron ajenas a la preparación del movimiento. Si bien no acudieron a la Plaza Mayor, se solidarizaron con las tropas rebeldes lo que era fundamental para el éxito de la asonada teniendo en cuenta que controlaban el depósito de pólvora y contaban con un número de tropas equivalentes a la mitad de las que se concentraban frente al Cabildo.
Tras la asunción del nuevo gobierno algunos oficiales volvieron a Chile, pero el grueso de las tropas permanecieron en Buenos Aires al mando de Alcázar, hasta conocerse en esta ciudad las noticias de la invasión de Chile por el ejército de Antonio Pareja producida a comienzos de 1813.
En abril de 1813, Alcázar solicitó de las autoridades de las Provincias Unidas del Río de la Plata la autorización para regresar a Chile, toda vez que se gestaban importantes acontecimientos para la independencia de su tierra.
El 18 de abril, las "Tropas Disciplinadas" salieron de Buenos Aires, acompañadas esta vez por una división enviada por Buenos Aires al mando del teniente coronel Santiago Carrera.
A finales de mayo cruzaron la Cordillera, en invierno y cubierta de nieve, y entraron en Santiago de Chile el 4 de junio, siendo entusiastamente recibidas por el pueblo y las autoridades. 
La Junta de Gobierno envió una efusiva nota por los servicios prestados por Alcázar, quien agradeció en su nombre y en el de su gente y manifestó su ansiedad de "poder recoger siquiera una rama de los laureles que sus compañeros comenzaban a reunir en el sur de Chile".

### Chile
El 9 de junio la división fue rápidamente enviada a Valparaíso para sumarse a una nueva división al mando de Francisco de Lastra y aprestarse a enfrentar una nueva invasión que se suponía tendría lugar por el norte mientras los rebeldes realistas nucleados en Chillán amenazaban por el sur. El 19 de junio la Junta solicitó auxilio al gobierno de Buenos Aires, que contestó con celeridad, dieciséis días más tarde, comprometiendo el envío de auxilios, que llegarían al mando de Juan Gregorio de Las Heras en la primavera.
En septiembre de 1813, Alcázar fue enviado con la división al sur, a Talca, con el objeto de servir de núcleo a una nueva división donde se establecería en octubre la Junta Gubernativa.
En los siguientes meses, el ya coronel Alcázar debería enfrentar la lucha con los realistas y sus propios conflictos con Juan José Carrera. Su mujer e hijas junto a la familia de O'Higgins serían tomadas prisioneras, se amenazaría fusilarlas y serían liberadas recién en enero de 1814 en canje de prisioneros.
En el Combate de Cucha Cucha del 23 de febrero de 1814, Alcázar tuvo destacada actuación como segundo del Brigadier Juan Mackenna contra la División realista del coronel Luis Urrejola. Mackenna afirmó que lo "auxilió infinito...bajo el fuego del enemigo".

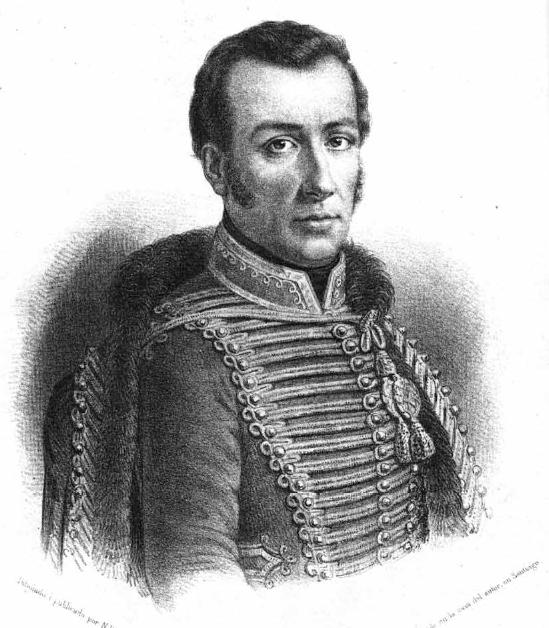
José Miguel Carrera.

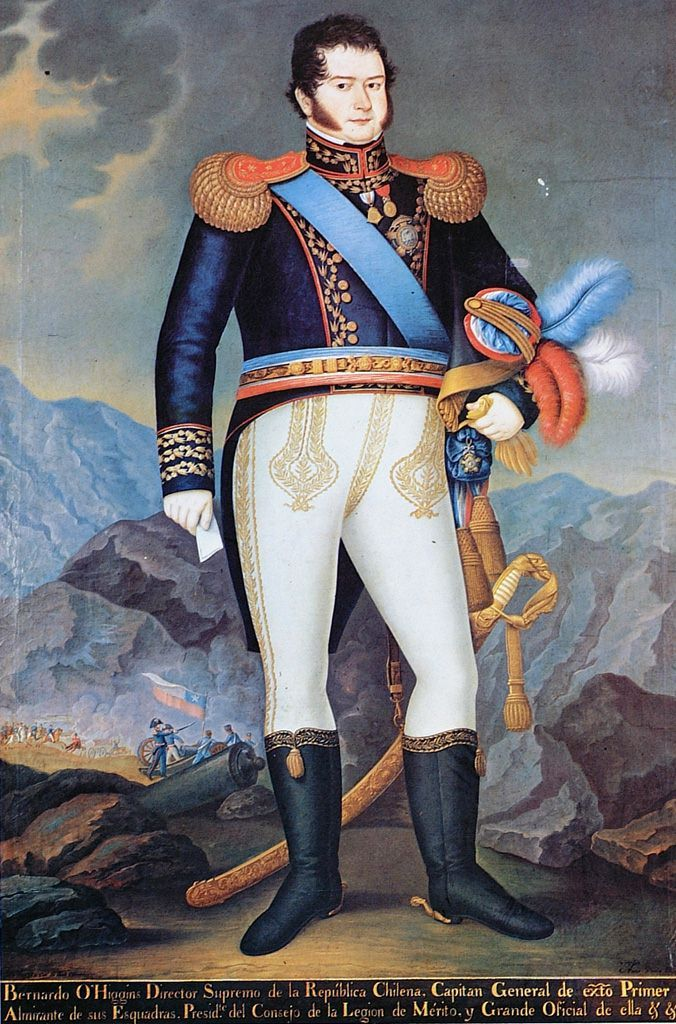
Bernardo O'Higgins, general en jefe de las fuerzas patriotas.

Luego de la firma del Tratado de Lircay en mayo de 1814 y la posterior guerra civil entre los partidarios de O'Higgins y los de los hermanos Carrera, Alcázar y sus fuerzas se sumaron a los partidarios del primero. Venció a los de Carrera en Paine, pero fue finalmente derrotado con las restantes tropas de O'Higgins en el Combate de las Tres Acequias el 26 de agosto de 1814.
Producida la invasión del coronel Mariano Osorio sobrevino el Desastre de Rancagua, en octubre de 1814, donde Del Alcázar y sus hombres lucharon valientemente y se abrieron paso entre el enemigo.
Después de Rancagua, al mando de un escuadrón de caballería y junto con el teniente coronel de las fuerzas auxiliares de las Provincias Unidas Juan Gregorio de Las Heras, al mando de un pequeño batallón de infantería, recibieron de José Miguel Carrera la orden de impedir la emigración por la cordillera de los que huían de los realistas vencedores. No obstante la desobedecieron y protegieron así a los refugiados patriotas en su tránsito a Mendoza.
O'Higgins diría de Alzázar: "...este oficial, además de las apreciables cualidades que le adornan, tiene pleno conocimiento de la frontera y un gran ascendiente sobre sus habitantes, cuyas circunstancias facilitaran a menos costa la toma de dichas plazas [Los Ángeles y Nacimiento] y quedará el enemigo aislado en Arauco".

### Tras la Patria Vieja
En Mendoza, gobernada ya por el General José de San Martín, contribuyeron a reducir a las tropas de Carrera que ocupaban el cuartel de San Agustín. A finales de noviembre de 1814 Alcázar fue puesto a la cabeza de cerca de 300 soldados emigrados y gran número de civiles que deseaban pasar a Buenos Aires.
En mitad de la lenta marcha, Alcázar recibió instrucciones del director Gervasio Antonio de Posadas que le ordenaba marchar al norte para sumarse al ejército del Alto Perú al mando del general José Rondeau. Pese a la voluntad de Alcázar de obedecer la orden, la mayor parte de los oficiales chilenos se opuso en razón de carecer de vestidos y armas, y de que se alejarían de territorio y mandos conocidos. Alcázar, atendiendo a las primeras razones despachó a Buenos Aires al capitán Ramón Freire. Pero la solicitud fue denegada, indicando Posadas que se proveería a las tropas de lo necesario. No obstante la sublevación del ejército del norte haría que nuevas órdenes de Carlos María de Alvear permitieran a los emigrados seguir a Buenos Aires, donde llegarían a mediados de enero de 1815. Allí, algunos pasarían a la vida civil, otros se sumarían al ejército de las Provincias Unidas y otros al mando de Freire las tropas de desembarco de las expediciones corsarias al Pacífico que preparaban Guillermo Brown e Hipólito Bouchard. Estos, regresarían a Buenos Aires en 1816, solo para sumarse al ejército libertador de San Martín en Mendoza, iniciativa que convocaría a muchos otros de la vieja división, Del Alcázar entre ellos, quien tomó parte en la preparación e instrucción del Ejército de los Andes y al frente de su destacamento cruzó la cordillera en enero de 1817.

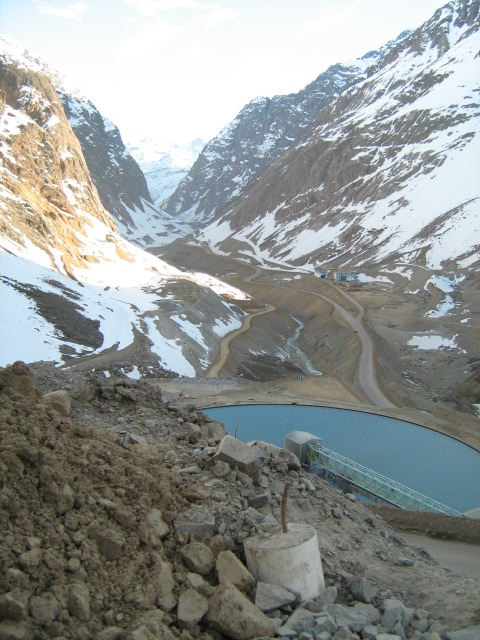
Valle Río Blanco, provincia de Los Andes.

En 1819, al iniciarse la llamada "guerra a muerte", se encontraba comandando la plaza de Los Ángeles. Peleó ese año en la zona del Biobío bajo las órdenes del General Ramón Freire, que en dicho momento era Intendente de Concepción.
Participó en la Batalla de Chacabuco, luego en Santa Rosa de Los Andes inició la organización del Batallón Número 1 de Infantería de Chile, y marchó al sur a luchar contra las fuerzas realistas remanentes, aliadas de los mapuches, al mando del Coronel José Ordóñez. Posteriormente enfrentó al comandante de guerrillas Vicente Benavides aliado con las tribus indias. Ya de 68 años de edad, al mando del batallón de Cazadores de Coquimbo, fue derrotado en el Combate de Tarpellanca el 26 de septiembre de 1820 y asesinado al igual que su oficialidad tras la rendición que aceptó para intentar vanamente salvar las vidas de los civiles de Tarpellanca, luego que Vicente Benavides rompiera su compromiso de que si capitulaba se le respetaría su vida.
Falleció en Tarpellanca, Región del Biobío, el 28 de septiembre de 1820.